# Villa Río Hondo
Villa Río Hondo is een plaats in het Argentijnse bestuurlijke gebied Río Hondo in de provincie Santiago del Estero. De plaats telt 664 inwoners.